# Il pilota razzo e la bella siberiana
Il pilota razzo e la bella siberiana (Jet Pilot) è un film del 1957 diretto da Josef von Sternberg.
Il film fu girato alcuni anni prima (le riprese terminarono nel maggio 1953) ma venne distribuito soltanto nel 1957, dopo che Howard Hughes vendette la RKO.

## Trama
Un aereo da combattimento sovietico atterra su una pista statunitense. Il comandante della base, il colonnello dell'aeronautica Jim Shannon, è sorpreso di scoprire che il pilota è un'attraente donna, il tenente Anna Marladovna, che dice di aver disertato e chiede asilo, rifiutando però di rivelare qualsiasi informazione militare.
Per scoprire qualcosa, i comandanti della base assegnano a Shannon il compito di sedurla. I due però si innamorano e, preoccupato per la possibilità di espulsione, Jim la sposa senza permesso. Quando ritornano dal viaggio di nozze non autorizzato, il maggior generale Black informa Shannon che la sua nuova moglie è una spia, mandata per trasmettere informazioni all'Unione Sovietica. Gli statunitensi decidono di far finta di niente per vedere cosa succede. Jim va a casa e racconta a Anna che rischia di essere imprigionata per anni e poi essere espulsa. Per salvarla, organizzano una fuga, rubano un aereo e volano fino allo spazio aereo sovietico.
Quando arrivano, Shannon distrugge l'avanzatissimo aereo statunitense su cui volavano, non permettendo ai sovietici di poterlo studiare. Anna è criticata dai suoi superiori per la distruzione dell'aereo, ma lei dice che Shannon potrebbe essere utile per la sua conoscenza in fatto di aerei. Mentre sono lì, Jim scopre che Anna è incinta.
A Shannon viene assegnato il compito di testare nuovi aerei, ma poi viene drogato e interrogato. Shannon apprende molto sulle tecniche sovietiche degli interrogatori, mentre dà solo informazioni obsolete in risposta. Quando Anna scopre questo, i suoi sentimenti prevalgono sul suo senso del dovere. Riesce a rubare un aereo e scappa di nuovo in Occidente con Jim.

## Produzione
Le riprese del film, prodotto dalla RKO Radio Pictures, durarono dall'8 dicembre 1949 all'8 febbraio 1950.

## Distribuzione
Il copyright del film, richiesto dalla RKO Teleradio Pictures, Inc., fu registrato il 19 settembre 1957 con il numero LP9088. L'anno prima, nel 1956, era uscito in distribuzione un film dalla trama molto simile, la commedia La sottana di ferro, interpretata da Katharine Hepburn e Bob Hope.